# Alla gamla X
Alla gamla X är en sång skriven av Lars "Dille" Diedricson, Wille Crafoord och Martin Hedström. Med låten medverkade dansbandet Face-84 i den svenska Melodifestivalen 2008. Bidraget slogs ut direkt vid första deltävlingen i Scandinavium i Göteborg den 9 februari 2008.

## Listor
| Lista (2008)      | Topplacering |
| ----------------- | ------------ |
| Sverigetopplistan | 43           |